# Diamon Simpson
Diamon Simpson (Hayward, 8 settembre 1987) è un ex cestista e allenatore di pallacanestro statunitense.

## Palmarès
- Coppa della Repubblica Ceca: 1

ČEZ Nymburk: 2017